# Michał Gradowski
Michał Gradowski (ur. 12 maja 1932 w Warszawie, zm. 18 grudnia 2014) – polski historyk sztuki specjalizujący się w złotnictwie, badacz rzemiosła artystycznego, dokumentalista i konserwator zabytków, muzealnik – organizator wystaw, autor książek i tekstów popularnonaukowych, redaktor i wydawca, działacz kultury.

## Życiorys
Urodził się w rodzinie Leona i Krystyny Gradowskich. Przed wojną rozpoczął edukację w szkole powszechnej. Podczas okupacji niemieckiej uczył się na tajnych kompletach. Przed wybuchem powstania warszawskiego ukończył siódmą klasę szkoły powszechnej. Uczestniczył w powstaniu warszawskim (pseudonim Miś), walczył w II batalionie KB „Sokół”. Został ranny 8 września 1944 r. Po upadku powstania wyszedł z Warszawy z ludnością cywilną.
Po wojnie przez cztery lata przebywał na Pomorzu, gdzie zrobił maturę. W 1950 r. wrócił do Warszawy. W latach 1952–1957 studiował historię sztuki na Wydziale Historycznym Uniwersytetu Warszawskiego. Pracował w Muzeum Narodowym w Warszawie, Przedsiębiorstwie Państwowe Pracownie Konserwacji Zabytków (1955–1958), salonie Desy, Państwowym Muzeum Archeologicznym w Warszawie (1960–1966) i Ośrodku Dokumentacji Zabytków (później Krajowym Ośrodku Badań i Dokumentacji Zabytków, obecnie Narodowy Instytut Dziedzictwa) (1966–2003).
Wykładał historię złotnictwa na uniwersytetach Warszawskim i Toruńskim. Współzałożyciel Muzeum Sztuki Złotniczej w Kazimierzu Dolnym, gdzie przez 20 lat pełnił funkcję kustosza. Członek grupy twórczej Muzeum. Przez ponad 50 lat był związany ze Stowarzyszeniem Historyków Sztuki.
Był autorem ponad 120 publikacji naukowych (głównie z zakresu złotnictwa) w tym 17 książek oraz słownika złotniczego.
Laureat Nagrody Specjalnej Stowarzyszenia Twórców Form Złotniczych za wkład w sztukę złotniczą oraz starania o jej uznanie jako pełnoprawnej dziedziny sztuki.
Miał żonę i dwóch synów.

## Publikacje
- Technika i technologia w dawnym złotnictwie, Warszawa 1975 (kolejne wydania jako Dawne złotnictwo. Technika i terminologia: 1980 i 1984).
- Słownik polskiej terminologii wyrobów złotniczych, Warszawa 1976.
- Znaki na srebrze. Znaki miejskie i państwowe używane na terenie Polski w obecnych jej granicach, Warszawa 1993 (kolejne wydania: 1994, 2001, 2010).

## Ordery i odznaczenia
- Krzyż Kawalerski Orderu Odrodzenia Polski (2012)
- Krzyż Walecznych
- Warszawski Krzyż Powstańczy[6]
- Srebrny Medal „Zasłużony Kulturze Gloria Artis” (1 października 2010)[7]
- Złota Odznaka „Za opiekę nad zabytkami” (1974)